# Great Lakes Airlines
Great Lakes Airlines — колишня регіональна авіакомпанія США зі штаб-квартирою в місті Шайєнн (штат Вайомінг), здійснювала регулярні та чартерні пасажирські авіаперевезення всередині країни. Припинила діяльність 26 березня 2018..
Головними транзитними вузлами (хабами) авіакомпанії є Міжнародний аеропорт Альбукерке, Міжнародний аеропорт Денвер, Міжнародний аеропорт Лос-Анджелес і Міжнародний аеропорт Фенікс Скай-Харбор.

## Історія
Авіакомпанія Great Lakes Airlines була заснована підприємцями Дугом Воссом та Іваном Сімпсоном, почавши свою операційну діяльність 5 квітня 1977 року з чартерних перевезень між аеропортами місцевого значення. 12 жовтня 1981 року компанія запустила перший регулярний пасажирський рейс між містами Спенсер і Де-Мойн (Айова).
В лютому 1988 року авіакомпанія придбала місцевого перевізника Alliance Airlines, додавши у власну маршрутну мережу шість міст навколо озера Мічиган. У подальші роки авіакомпанія продовжувала експансію по регіону, а в лютому 1992 року її керівництво підписало контракт з магістральної авіакомпанії United Airlines на використання регіональної торгової марки (бренду) United Express для виконання регулярних пасажирських рейсів в аеропорти-хаби магістрала.
19 січня 1994 року Great Lakes Airlines стала публічною комерційною компанією, розмістивши власні акції на фондовій біржі NASDAQ.
З жовтня 1995 по 1997 рік частина літаків Great Lakes Airlines працювали під регіональним брендом Midway Connection авіакомпанії Midway Airlines, обслуговуючи регулярні рейси з міжнародного аеропорту Ролі/Дарем. До перенесення штаб-квартири в Шайєнн основний офіс перевізника знаходився на території муніципального аеропорту Спенсер, тауншип Саміт (округ Клей, Айова).
У 2001 році завершилося партнерство з United Airlines щодо використання торговельної марки United Express, після чого обидві авіакомпанії уклали просте код-шерінгову угоду. Пізніше аналогічний договір був укладений з іншим магістральним перевізником Frontier Airlines.

## Маршрутна мережа

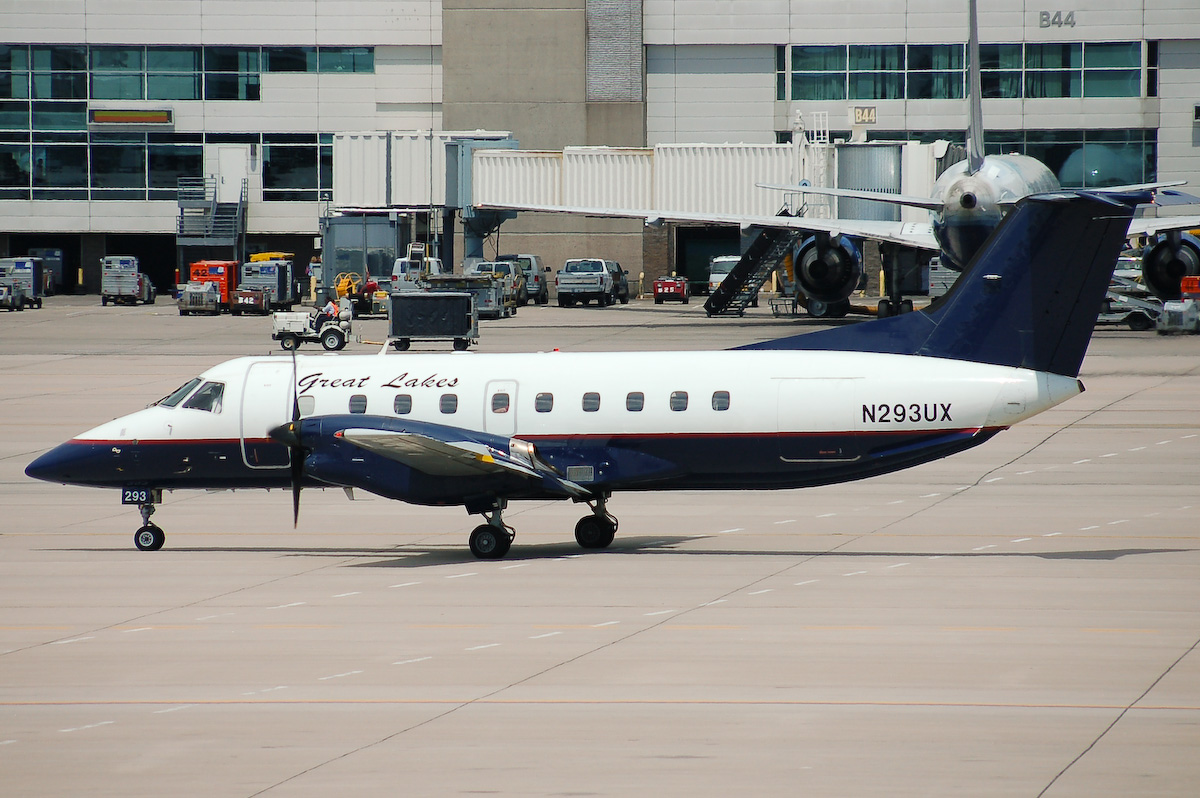
Embraer EMB-120 авіакомпанії Great Lakes Airlines

Маршрутна мережа Great Lakes Airlines включає в себе 64 пункту призначення, з яких рейси в 48 аеропортів субсидуються за рахунок коштів Федеральної програми США Essential Air Service (EAS) щодо забезпечення повітряного сполучення між невеликими населеними пунктами країни. Авіакомпанія при цьому є найбільшим оператором цієї програми в США.

## Флот

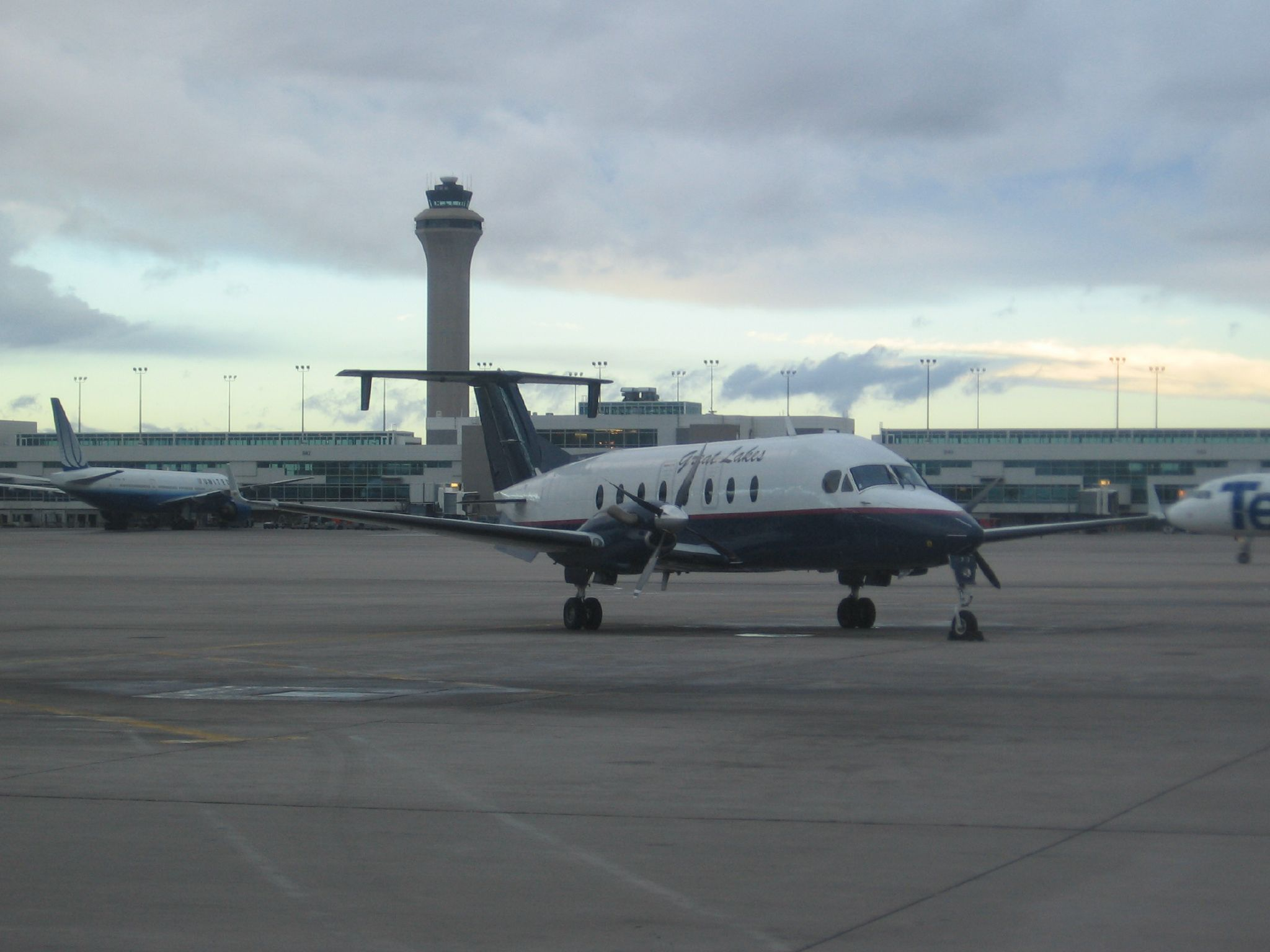
Beechcraft 1900D Great Lakes Airlines в міжнародному аеропорту Денвера

Повітряний флот авіакомпанії Great Lakes Airlines представлений двома типами літаків. Компанія є найбільшим у світі оператором лайнерів Beechcraft 1900.
У жовтні 2010 року парк авіакомпанії становили такі повітряні суду:
| Тип літака                      | Всього | Пасажирських місць |
| Embraer EMB 120 Brasilia        | 6      | 30                 |
| Raytheon Beechcraft Beech 1900D | 32     | 19                 |